# Drapeau de Hong Kong

Armoiries de Hong Kong (1959-1997)

Le drapeau de Hong Kong, officiellement le drapeau régional de Hong Kong, région administrative spéciale de la république populaire de Chine (en chinois traditionnel 中華人民共和國香港特別行政區區旗 ; en chinois simplifié 中华人民共和国香港特别行政区区旗), est constitué d'une fleur de Bauhinia blakeana blanche à cinq pétales sur fond rouge. La couleur rouge du drapeau coïncide avec le drapeau de la république populaire de Chine.
Le drapeau de Hong Kong fut adopté le 16 février 1990 et reçut l'approbation formelle du Comité préparatoire le 10 août 1996. Le drapeau fut hissé la première fois le 1er juillet 1997, au cours d'une cérémonie historique marquant le changement de pouvoir qui passa du Royaume-Uni à la république populaire de Chine. L'usage du drapeau a été réglementé lors de la 58e réunion exécutive du Conseil des affaires de l'État, qui s'est tenue à Pékin.
L'ancien drapeau colonial, qui était une Blue Ensign avec les armoiries de Hong Kong dans un cercle blanc, fut utilisé du 27 juillet 1959 au 30 juin 1997. À cette époque, Hong Kong était sous le contrôle du Royaume-Uni, ce qui explique l'usage du Blue Ensign. Le drapeau de 1876 comportait un badge colonial, représentant une « scène locale » à la place des armoiries de Hong Kong.

## Design

### Symbolisme

Symbole du Conseil urbain de sa création dans les années 1960 à son abolition en 1999

Le modèle du drapeau contient des significations culturelles, politiques et régionales. La couleur est déjà pleine de sens : le rouge a toujours été la couleur de la fête pour le peuple chinois, et elle peut faire penser à l'armée populaire de libération de la république populaire de Chine qui fut appelée jadis l'Armée rouge chinoise. Donc, la couleur a une signification de célébration et de nationalisme. De plus, le rouge est également utilisé dans le drapeau de la république populaire de Chine ce qui montre une liaison proche entre Hong Kong post-colonial et sa mère patrie. La juxtaposition entre le rouge et le blanc de la fleur symbolise le système politique du « un pays, deux systèmes » qui est appliqué à la région. La bauhinia est le symbole officiel du Conseil urbain depuis 1965, des éléments de ce symbole ont été incorporés dans le drapeau de Hong Kong.

### Construction
Quand le drapeau a été fabriqué, l'avant et l'arrière étaient identiques. Le gouvernement de Hong Kong a spécifié des dimensions, des couleurs et d'autres paramètres spécifiques pour la construction du drapeau.
Le fond du drapeau est rouge. Cette couleur a été choisie car c'est celle du drapeau de la république populaire de Chine. Le rapport de la longueur sur la largeur est de 1,5. En son centre se trouve une bauhinia blanche à cinq pétales stylisée. Le cercle qui entoure la bauhinia a un diamètre de 0,6 fois la hauteur du drapeau. Les pétales sont uniformément étalés autour du centre du drapeau. Chaque pétale contient une étoile rouge à 5 branches et un liseré rouge, qui fait penser à l'étamine d'une fleur. Les liserés rouges divisent les pétales en deux.

Fiche de construction du drapeau régional. Cette fiche est nécessaire pour construire des drapeaux de taille non-standard tout en respectant les proportions originales.

### Spécifications pour la taille

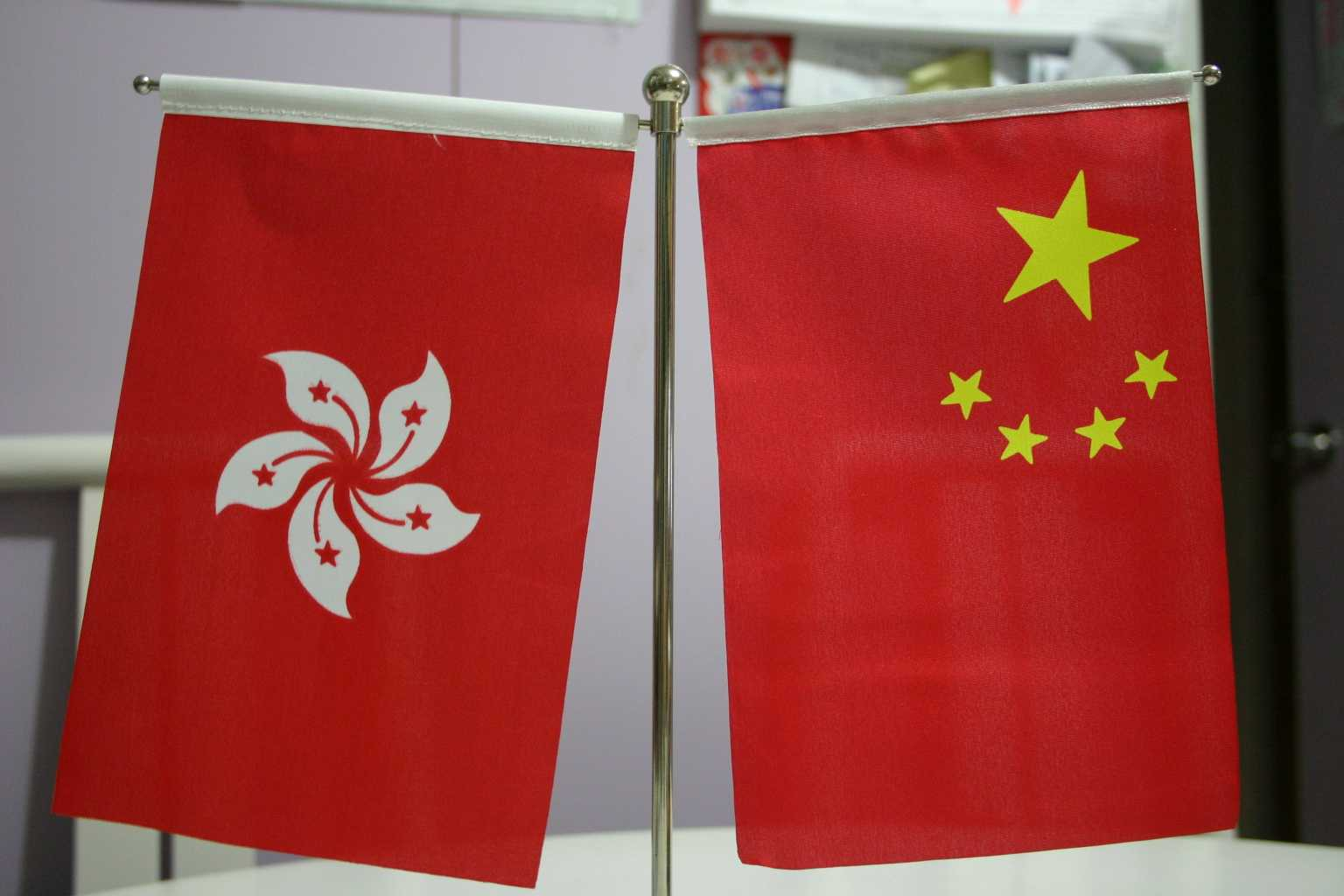
Les drapeaux de Hong Kong et de la république populaire de Chine en dimension.

Ce tableau fait la liste de toutes les tailles officielles pour le drapeau. Toute autre taille est considérée comme non standard.
| Taille                 | Longueur et largeur en cm |
| ---------------------- | ------------------------- |
| 1                      | 288x192                   |
| 2                      | 240x160                   |
| 3                      | 192x128                   |
| 4                      | 144x96                    |
| 5                      | 96x64                     |
| Drapeau pour voiture   | 30x20                     |
| Drapeaux de cérémonies | 21x14                     |
| Drapeau de bureau      | 15x10                     |

### Spécifications pour la couleur
Le tableau suivant liste les couleurs du drapeau de Hong Kong. Il indique pour chaque couleur, son équivalent en RVB (notation hexadécimale), en CMJN, en colorant de teinture, en TSL et le nombre Pantone équivalent.
| Couleur | RVB     | CMJN      | couleur de teinture | TSL          | Pantone |
| ------- | ------- | --------- | ------------------- | ------------ | ------- |
| Rouge   | #FF0000 | 0-87-99-0 | Rouge chinois       | 0°,100%,50%  | 186     |
| Blanc   | #FFFFFF | 0-0-0-0   | Blanc               | 0°,100%,100% |         |

### Processus de fabrication
Si un drapeau ne répond pas aux lois de Hong Kong, le secrétaire à la Justice a le droit de faire une pétition au tribunal d'instance pour interdire à la personne ou à la compagnie de pouvoir fabriquer un drapeau à l'avenir. Le tribunal d'instance peut également demander la confiscation du drapeau et des matériaux utilisés dans la production du ou des drapeaux. Si le tribunal d'instance approuve que les drapeaux trouvés ne sont pas conformes le tribunal peut ordonner la confiscation et que le drapeau et les matériaux utilisés soient saisis par le gouvernement.

## Histoire

### Drapeaux historiques
Le drapeau du Hong Kong colonial a subi de nombreux changements en un demi-siècle, mais l'histoire de ces changements est incomplète, les informations de l'époque n'étant pas toujours documentées.
En 1843, le blason de Hong Kong fut instauré. Le modèle était basé sur la scène de vie en front de mer (voir le drapeau de 1876) : il y a trois marchands locaux avec leurs biens sur le premier plan, deux bateaux en second plan, et l'arrière-plan consiste en des collines et des nuages. En 1868, un drapeau hong-kongais fut produit, avec un badge basé sur la « scène locale », mais ce drapeau fut rejeté par le gouverneur Richard Graves MacDonnell.
Le 17 novembre 1923, le gouverneur Reginald Edward Stubbs répondit à une question concernant les cercles blancs sur les Blue Ensigns coloniaux, le sujet de cette préoccupations était que « le vert foncé du Pic irait à l'encontre du bleu de l'enseigne ». L'Office colonial a décidé que le vert foncé qui se trouvait au bord du badge devrait consister en une série graduée de tons allant du bleu clair, en passant par le brun foncé et finir par le blanc. Le 12 mai 1924, Stubbs a écrit que « le badge dans le Flag Book s'était, depuis quelques années, écarté du drapeau… Le drapeau, qui était encore moins attrayant que dans le Flag Book, serait changé pour y correspondre. »
Durant l'occupation japonaise de Hong Kong, tous les drapeaux britanniques et chinois ont été abolis durant cette période ; des posters de propagande étaient distribués, sur lesquels était canonisé le drapeau japonais en tant que drapeau national.
En 1955, l'idée du badge revint. Ceci se produisit quelques années après la Seconde Guerre mondiale. Le nouveau badge était similaire au badge de 1876, mais les traits étaient moins forts et la montagne à gauche plus réaliste. La montagne, le bateau et la jonque ont été faites plus proéminentes et plus brocardées.
Depuis 1959, le blason fut implanté sur l'Union Jack et le Blue Ensign, de la même manière que sur le Red Ensign non autorisé.

Drapeau de Hong Kong (1871-1876)
Drapeau de Hong Kong (1876-1955)
Drapeau de Hong Kong (1955-1959)
Drapeau de Hong Kong (1959-1997)
Drapeau de Hong Kong (1959-1997) [Red Ensign non autorisé]
Drapeau du gouverneur de Hong Kong (1959-1997)

### Aspect actuel
Avant le transfert de souveraineté de Hong-Kong, une compétition s'est tenue entre hong-kongais pour les aider à choisir un drapeau pour la nouvelle région administrative créée. Plus de 7 000 propositions furent soumises à un jury composé d'un panel d'hommes politiques. Cependant, les gagnants furent rejetés de la compétition par le parti communiste chinois et c'est le fameux architecte Tao Ho qui fut chargé de sa réalisation.

## Anecdotes
Durant la cérémonie d'ouverture des Jeux olympiques d'été de 2004 à Athènes en Grèce, l'équipe de Hong Kong portait une version miroir (inversé horizontalement) du drapeau, les pétales pointaient dans le sens inverse. Ce détail a été corrigé pour la cérémonie de clôture des Jeux, mais cela n'a pas pu éviter l'embarras[réf. nécessaire].